# Sense and Sensibility (2008)
Sense and Sensibility é uma série britânica feita para televisão em 2008, adaptada pela BBC, do romance homônimo de Jane Austen. O roteiro foi escrito por Andrew Davies e ficou sob a direção de John Alexander. A série estreou na BBC One em três partes, nos dias 1º, 6 e 13 de janeiro de 2008.  Nos Estados Unidos estreou em duas partes, em 30 de março e 6 de abril de 2008. Na Alemanha e França estreou em 6 de março de 2009.

## Sinopse

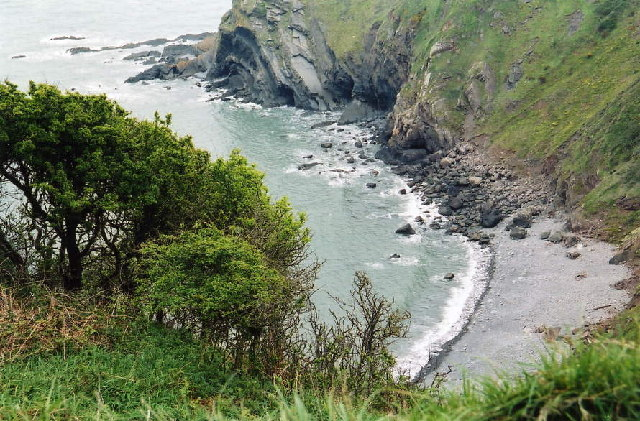
Hartland, locação para os arredores de Barton Cottage

Sense and Sensibility relata a história de duas irmãs, Elinor (Hattie Morahan) e Marianne (Charity Wakefield), em suas descobertas afetivas. A morte do pai muda a vida privilegiada que a família tinha, e a força a deixar a propriedade onde sempre viveram, para morar em uma modesta casa, pois a antiga propriedade é herdada, de acordo com as leis da época, pelo meio-irmão, único herdeiro masculino. Apesar de as chances matrimoniais terem sido alteradas pela diminuição ods recursos financeiros, alguns homens atraentes atravessam suas vidas.
Elinor sente-se atraída por Edward Ferrars (Dan Stevens) – mas ele guarda um segredo, um compromisso prévio que não o permite ter um compromisso. Enquanto isso, Marianne é objeto da atração do herói de Guerra Coronel Brandon (David Morrisey), mas ama realmente o charmoso Willoughby (Dominic Cooper).
Ao longo do relato, as irmãs se deparam com as diferentes nuances de sua personalidade, Elinor é mais racional e sensata, enquanto Marianne é emotiva e passional; ambas encontram, através do equilíbrio entre a emoção e a razão, o caminho para o casamento feliz.

## Elenco
- Hattie Morahan .... Elinor Dashwood
- Charity Wakefield .... Marianne Dashwood
- Dominic Cooper .... Willoughby
- Janet McTeer .... Mrs Dashwood
- Lucy Boynton .... Margaret Dashwood
- Dan Stevens .... Edward Ferrars
- David Morrissey .... Coronel Brandon
- Mark Williams .... Sir John Middleton
- Linda Bassett .... Mrs Jennings
- Anna Madeley .... Lucy Steele
- Daisy Haggard .... Miss Steele
- Claire Skinner .... Fanny Dashwood
- Mark Gatiss .... John Dashwood
- Jean Marsh .... The Dowager Mrs Ferrars
- Rosanna Lavelle .... Lady Middleton
- Damien Thomas .... Mr Harris
- Wendy Albiston .... Martha
- Oisin Dickie .... Bebê

## Produção

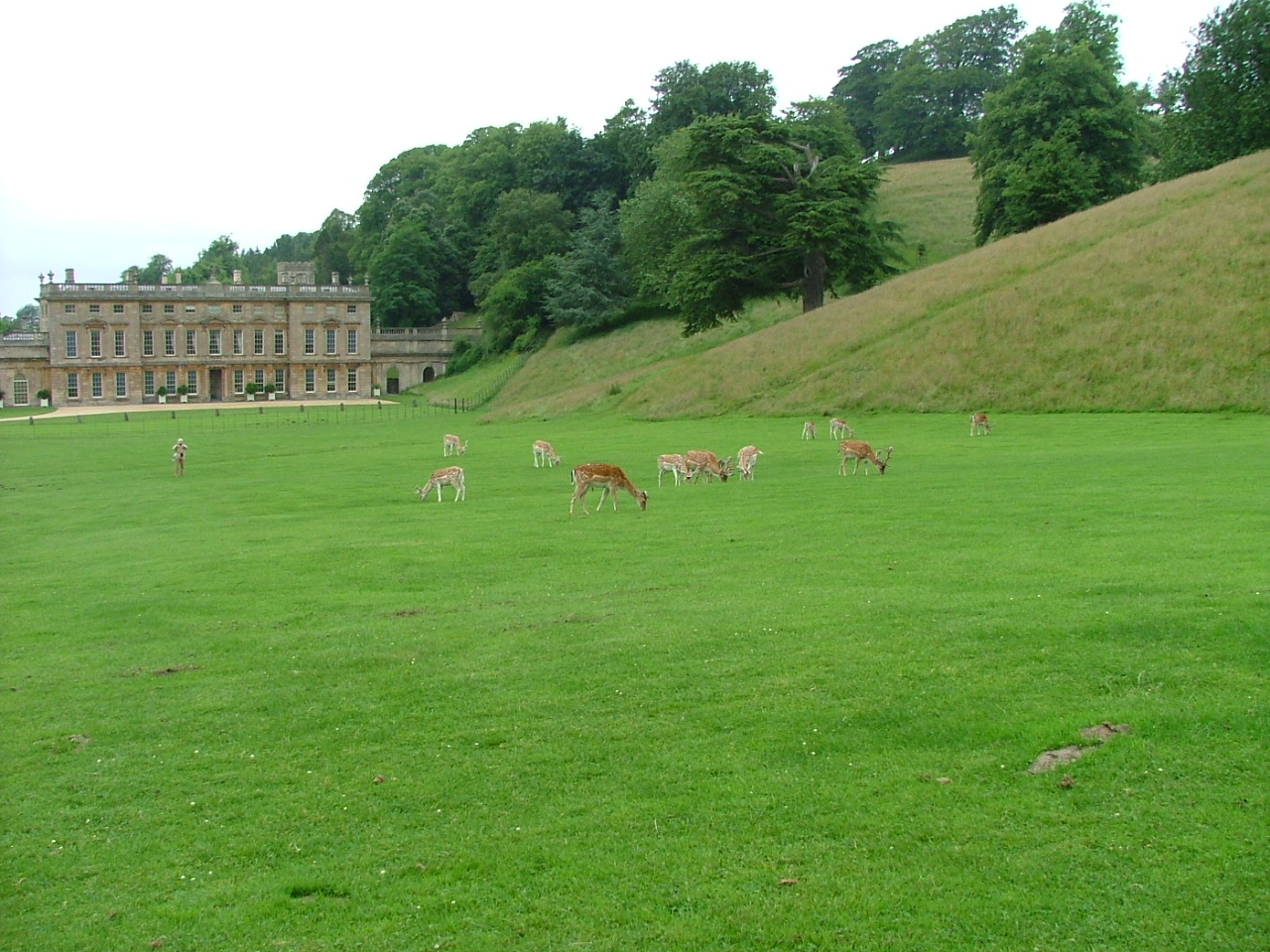
Dyrham Park, locação para Allenham

### Roteiro
A série foi adaptada por Andrew Davies, o escritor de um grande número de adaptações feitas pela BBC, incluindo Pride and Prejudice e Bleak House. Davies expressou a esperança de que essa versão fosse mais sensual do que as outras adaptações de Austen ("more overtly sexual than most previous Austen adaptations seen on screen and [that it] gets to grips with the dark underbelly of the book").

### Filmagem
Foi filmada em várias locações de Surrey, Berkshire, Buckinghamshire e Devon.

### Figurino
A supervisora de costumes Michele Clapton estudou livros e pinturas do período e desenvolveu um autêntico estilo. Ela decidiu contrastar as irmãs pelos seus trajes, colocando cores vermelhas e amarelas para Marianne em comparação com as cores modestas da ativa Elinor, inclusive nos adereços.
As roupas de Willoughby foram desenhadas para combinar com sua personalidade marcante, enquanto as do Coronel Brandon mostravam cores escuras e mais antigas.

### Interpretação
Morahan descreveu sua personagem como "muito calma, racional, cautelosa, mas sensível".
Wakefield descreve sua personagem como Marianne as the sister who was "romântica e poética".
Stevens descreve Ferrars como “um homem frustrado pelas circunstâncias”.

## Crítica
David Billen do The Times chamou a interpretação do ator David Morrissey de "excelente".
Nancy Banks-Smiths do The Guardian aprovou a sensualidade do roteiro de Davies.
No The Independent, Thomas Sutcliffe chamou a cena de abertura "a soft-porn sequence of flame-lit skin and slow unlacing".

## Prêmios e indicações
- BAFTA TV Awards
  - Indicação melhor trilha original para televisão - Martin Phipps[11]
- Costume Designers Guild Awards
  - Indicação Costume Design em minisérie ou filme para TV - Michele Clapton[12]
- Primetime Emmy Awards
  - Indicação Cinematografia para minissérie ou filme para TV - Sean Bobbitt[13]
  - Indicado composição musical para minissérie, filme ou especial (Original Dramatic Score) - Martin Phipps[13]